# Червона сільська рада
Черво́на сільська́ ра́да — адміністративно-територіальна одиниця та орган місцевого самоврядування в Великобілозерському районі Запорізької області. Адміністративний центр — село Велика Білозерка.

## Загальні відомості
Червона сільська рада утворена в 1943 році.
- Територія ради: 121,37 км²
- Населення ради: 2 627 осіб (станом на 2001 рік)
- Територією ради протікає річка Білозерка.

## Населені пункти
Сільській раді підпорядковані населені пункти:
- с. Велика Білозерка (частина 4 села, код КОАТУУ 2321188401)

## Склад ради
Рада складається з 20 депутатів та голови.
- Голова ради: Богослав Микола Іванович
- Секретар ради: Білоножко Лідія Іванівна

### Керівний склад попередніх скликань
| Прізвище, ім'я, по батькові       | Основні відомості                                                               | Дата обрання | Дата звільнення |
| --------------------------------- | ------------------------------------------------------------------------------- | ------------ | --------------- |
| Давиденко Олександр Володимирович | Сільський голова, 1949 року народження, безпартійний                            | 26.03.2006   | 12.11.2009      |
| Богослав Микола Іванович          | Сільський голова, 1960 року народження, освіта середня спеціальна, безпартійний | 31.10.2010   |                 |

Примітка: таблиця складена за даними сайту Верховної Ради України

### Депутати
За результатами місцевих виборів 2010 року депутатами ради стали:

#### За суб'єктами висування
| Суб'єкт висування                                       | Кількість обраних депутатів | %  |
| ------------------------------------------------------- | --------------------------- | -- |
| Партія регіонів                                         | 11                          | 55 |
| Політична партія Всеукраїнське об'єднання «Батьківщина» | 5                           | 25 |
| Комуністична партія України                             | 2                           | 10 |
| Самовисування                                           | 2                           | 10 |

#### За округами
| № округу                                                | Прізвище, ім'я, по батькові     | Дата визнання обраним | Освіта  | Партійна приналежність                        | Відомості про обраного депутата                     |
| ------------------------------------------------------- | ------------------------------- | --------------------- | ------- | --------------------------------------------- | --------------------------------------------------- |
| Комуністична партія України                             |                                 |                       |         |                                               |                                                     |
| 9                                                       | Мороз Надія Володимирівна       | 01.11.2010            | середня | член Комуністичної партії України             | пенсіонер                                           |
| 16                                                      | Ляшенко Віктор Микитович        | 01.11.2010            | середня | член Комуністичної партії України             | пенсіонер                                           |
| Партія регіонів                                         |                                 |                       |         |                                               |                                                     |
| 1                                                       | Кошель Микола Григорович        | 01.11.2010            | середня | позапартійний                                 | фермер                                              |
| 2                                                       | Кириленко Микола Федорович      | 01.11.2010            | середня | позапартійний                                 | тимчасово не працює                                 |
| 4                                                       | Омельченко Любов Вікторівна     | 01.11.2010            | середня | член Партії регіонів                          | ЗОШ «Первоцвіт», завгосп                            |
| 6                                                       | Білоножко Лідія Іванівна        | 01.11.2010            | вища    | позапартійна                                  | Червона сільська рада, секретар                     |
| 11                                                      | Кунарська Валентина Іванівна    | 01.11.2010            | середня | член Партії регіонів                          | дитсадок «Малятко», вихователь                      |
| 12                                                      | Калашник Василь Олександрович   | 01.11.2010            | вища    | член Партії регіонів                          | тимчасово не працює                                 |
| 14                                                      | Радченко Валентина Василівна    | 01.11.2010            | вища    | позапартійна                                  | Червона сільська рада, головний бухгалтер           |
| 15                                                      | Лейбенко Наталія Іванівна       | 01.11.2010            | середня | член Партії регіонів                          | відділ зв'язку, поштар                              |
| 17                                                      | Погорілий Ігор Олексійович      | 01.11.2010            | середня | позапартійний                                 | тимчасово не працює                                 |
| 19                                                      | Мідак Людмила Олександрівна     | 01.11.2010            | середня | позапартійна                                  | Червона сільська рада, спеціаліст паспортного столу |
| 20                                                      | Сиротюк Василь Михайлович       | 01.11.2010            | середня | член Партії регіонів                          | тимчасово не працює                                 |
| Політична партія Всеукраїнське об'єднання «Батьківщина» |                                 |                       |         |                                               |                                                     |
| 5                                                       | Савенко Віктор Анатолійович     | 01.11.2010            | вища    | член Всеукраїнського об'єднання «Батьківщина» | тимчасово не працює                                 |
| 7                                                       | Петрик Олександр Анатолійович   | 01.11.2010            | середня | член Всеукраїнського об'єднання «Батьківщина» | сільський будинок культури, директор                |
| 8                                                       | Добриніна Ольга Іванівна        | 01.11.2010            | вища    | член Всеукраїнського об'єднання «Батьківщина» | ТОВ «Агрофірма ім.. Суворова», головний бухгалтер   |
| 10                                                      | Цукило Валерій Павлович         | 01.11.2010            | вища    | член Всеукраїнського об'єднання «Батьківщина» | ТОВ «Агрофірма ім. Суворова», агроном               |
| 13                                                      | Залюбівська Любов Миколаївна    | 01.11.2010            | вища    | член Всеукраїнського об'єднання «Батьківщина» | Червона сільська рада, завбібліотекою № 1           |
| Самовисування                                           |                                 |                       |         |                                               |                                                     |
| 3                                                       | Паламарчук Валентина Вікторівна | 01.11.2010            | вища    | позапартійна                                  | дитсадок «Малятко», вихователь                      |
| 18                                                      | Самойленко Микола Іванович      | 01.11.2010            | вища    | позапартійний                                 | Червона сільська рада, землевпорядник               |